# باشگاه ورزشی ویتوریا
باشگاه ورزشی ویتوریا (به پرتغالی: Esporte Clube Vitória) یک باشگاه فوتبال در شهر سالوادور در برزیل می‌باشد که در لیگ سری آ برزیل و قهرمانی بایانو بازی می‌کند.
این باشگاه در ۱۳ می ۱۸۹۹ (۱۲۴ سال پیش) تأسیس شده‌است.

## افتخارات
قهرمانی بایانو (۳۰)
جام شمال شرقی (۴): ۱۹۹۷، ۱۹۹۹، ۲۰۰۳، ۲۰۱۰